# San Vicente del Mar
San Vicente del Mar es un lugar de la parroquia de San Vicente de El Grove, situado en la comarca de Salnés, en la provincia de Pontevedra (España), muy cercano a la famosa playa de la Lanzada.

## Geografía
Es un lugar de la comarca de Salnés, provincia de Pontevedra, Galicia, España. Situado en la península de El Grove, que originalmente era una isla, ahora unida a la península de Salnés por obra del mar y los vientos del sudoeste. Lentamente se ha ido creando el istmo de la playa de La Lanzada que alcanza un máximo de dos kilómetros de ancho por unos cuatro de longitud. Detrás del arenal y del rico sistema dunar asociado se extiende un amplio recinto de lodo, fondos arenosos y praderas de vegetación marina.

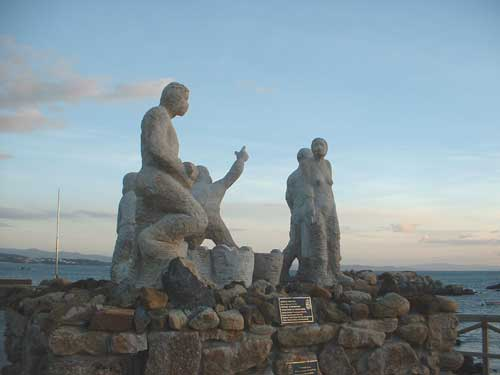
Monumento voluntarios.

## Monumentos
En el Paseo Marítimo, junto a la playa de la Barrosa se encuentra el Monumento al Voluntario Instalado en 2003 como agradecimiento a los voluntarios que ayudaron a paliar los daños del vertido de fuel-oil del petrolero Prestige, hundido en 2002 y cuya carga llegó a las costas durante varios meses de 2002 y 2003.

## Economía
El turismo es su principal actividad debido a la gran belleza natural con la que cuenta la zona y a sus variadas ofertas de ocio. En San Vicente del Mar es donde se sitúan las mejores playas del municipio: Espiño, Barrosa, Farruco y Canelas.

## Lugares de interés
- Subida al monte Siradella con la pedra cabaleira.
- Actividades Náuticas (vela, buceo, pesca, wind surf)
- Playa de La Lanzada

|  |  |  |

- Datos: Q9073759
- Multimedia: San Vicente do Mar, San Vicente do Grove, O Grove / Q9073759